# Giovanni Oman
Giovanni Oman (Il Cairo, 24 giugno 1922 – Roma, 27 agosto 2007) è stato un linguista e arabista italiano.

## Biografia
Nato a Heliopolis, sobborgo del Cairo, da genitori italiani trasferiti in Egitto per seguire la madre nominata maestra in questo paese, frequentò le scuole primarie italiane nei quartieri di Shubra e di Bulaq, proseguendo successivamente i suoi studi superiori all'École Française de Droit.
Nel 1943, per aver aiutato a fuggire un ufficiale italiano, fu costretto a qualche mese di carcere assieme alla madre, ritenuta sua complice.
Tra il 1944 e il 1951 insegnò francese e inglese nelle scuole cairote, iniziando nel contempo una fertile collaborazione con giornali locali, in particolare con il quotidiano Le Journal d'Egypte dove svolse il compito di traduttore e redattore.
Nel 1952 si trovò a Gedda (Arabia Saudita) in qualità di interprete-traduttore presso la locale legazione d'Italia per cui, tra l'altro, accompagnò due missioni diplomatiche in Yemen.
L'anno dopo si trasferì a Roma alle dipendenze del Ministero degli Esteri italiano dove gli venne affidato – tra il 1953 e il 1956 - un programma radiofonico in arabo.
Iscrittosi all'Istituto Universitario Orientale di Napoli, nel 1958 si laureò con lode in Lingue, letterature e istituzioni orientali.
Dal 1960 gli venne affidata la segreteria del Comitato per l'edizione critica del Libro di Ruggero (Kitāb Rūjār), opera del famoso geografo marocchino-siciliano al-Idrisi (1100-1165), dove collaborò con l'arabista Laura Veccia Vaglieri.
Divenne collaboratore e redattore della rivista Oriente Moderno dell'Istituto per l'Oriente di Roma, di cui fu in seguito direttore scientifico (1984-89) e poi presidente (1990-92).
Nel 1965 conseguì la libera docenza in Lingua e letteratura araba e nel 1968 ebbe gli incarichi di Diritto musulmano e di Dialettologia araba all'Orientale dove, nel 1971, divenne docente di Arabistica e islamistica.
Dal 1963 al 1968 fu professore incaricato di Storia e istituzioni musulmane e di Lingua Araba nella Facoltà di Scienze Politiche dell'Università di Cagliari, posto in cui sarà avvicendato da Paolo Minganti, allora assistente a Roma di Francesco Gabrieli presso la cattedra di Lingua e letteratura araba.
Nel 1968 divenne professore incaricato di Diritto musulmano e di Dialettologia araba presso l'Orientale e nel febbraio del 1971 ottenne l'idoneità per il concorso di Islamistica bandito dall'Università di Roma. Nell'ottobre di quell'anno divenne "professore aggregato" per il gruppo "Arabistica e islamistica" presso l'Orientale.
Dal 1976 al 1979 fu professore di Lingua e letteratura araba all'Università Ca’ Foscari di Venezia e nel 1979 divenne professore ordinario di Lingua e letteratura araba all'Orientale dove, tra il 1984 e il 1990, fu anche preside della Scuola di Studi Islamici (poi Facoltà di Studi arabo-islamici e del Mediterraneo).
Ha partecipato a numerosi sodalizi internazionali ed è stato membro di prestigiose associazioni scientifiche tra cui l'Istituto per l'Oriente, l'American Numismatic Society, l'Union Européenne des Arabisants et Islamisants, la Society for Nautical Research e il Comité Scientifique de la Fondation Max van Berchem di Ginevra.
È stato inoltre direttore di due riviste scientifiche: “Studi Magrebini” e “Oriente Moderno”.
Partecipò attivamente al dialogo euro-arabo tra il 1970 e il 1990.
Oltre alla competenza negli ambiti tradizionali dell'arabistica (linguistico, letterario, islamistico), Giovanni Oman affrontò percorsi di indagine prima poco battuti. Nel campo dell'epigrafia araba, trattò iscrizioni rinvenute sia in vari Paesi arabi che in Italia, in particolare studiò le scritte nelle necropoli delle isole Dahlak nel Mar Rosso. Degni di nota anche i suoi studi sulle coppe magiche nella medicina popolare araba. Inoltre si dedicò a studi sull'ittionimia nei paesi arabi del Mediterraneo, del Mar Rosso, del Mar Arabico, del Golfo Persico e nei bacini dell'Eufrate e del Tigri, fino ad analizzare gli ittionimi nel “Libro di Ruggero”. Infine, si occupò anche di numismatica araba, collaborando col suo amico Paul Balog.

## Opere
- "L'ittionimia nei paesi arabi del Mediterraneo", Quaderni dell'archivio linguistico veneto, 3, Leo S. Olschki, Firenze, 1966
- "La necropoli islamica di Dahlak Kebir (Mar rosso), Nuovi materiali epigrafici", Annali dell'Istituto Universitario Orientale, Napoli, n.s. XXXIII, 1973 (l'opera ebbe edizioni successive)
- "Le coppe magiche nella medicina popolare araba", ne La Bisaccia dello Sheykh, Venezia, 1981
- L'ittionimia nei paesi arabi dei Mari Rosso, Arabico e del Golfo Persico (o Arabico), Istituto Universitario Orientale, Napoli, 1992
- "Materiali per lo studio dell'ittionomia araba. Gli ittionimi nel 'Libro di Ruggero', XII sec.", in Studi Maghrebini, Centro di Studi Maghrebini, Istituto Universitario Orientale, Napoli, XXIV, 1992
- "Materiali per lo studio dell'epigrafia arabo-islamica - il cufico quadrato: tentativo di definizione delle tre varietà riscontrate", Quaderni di Studi Arabi, Università di Venezia, XVI, 1998